# Flabelligella cirrata
Flabelligella cirrata är en ringmaskart. Flabelligella cirrata ingår i släktet Flabelligella och familjen Acrocirridae. Inga underarter finns listade i Catalogue of Life.